# Người Mỹ Latinh gốc Á
Người Mỹ Latinh gốc Á đề cập đến người ở Đông Á, Đông Nam Á, Nam Á và Tây Á sinh sống ở khu vực Mỹ Latinh và con cháu của họ.
Người châu Á có lịch sử sống lâu dài ở Mỹ Latinh. Người Philippines đã đến đây từ thế kỷ 16. Đỉnh cao của người nhập cư châu Á đến châu Mỹ Latinh là từ thế kỷ 19 đến thế kỷ 20, nhưng dân số của họ chỉ khoảng 4 triệu người, chỉ 1% dân số Mỹ Latinh. Đông dân nhất là người Trung Quốc và Nhật Bản, tiếp theo là Hàn Quốc và Ấn Độ. Brasil là quốc gia Mỹ Latinh tập trung nhất ở châu Á, với dân số châu Á là 220.000. Tỷ lệ cao nhất ở Peru là 5%. Trong những thập kỷ gần đây, đã có sự nhập cư đáng kể trong các cộng đồng này, vì vậy hiện có hàng ngàn người châu Á Mỹ Latinh ở Nhật Bản và Hoa Kỳ.

## Lịch sử
Những người Mỹ gốc Á đầu tiên là người Philippines. Họ là những thủy thủ, thủy thủ đoàn, tù nhân, nô lệ, nhà thám hiểm và những người lính Tây Ban Nha đã đến Mỹ Latinh vào thế kỷ XVI (chủ yếu là Cuba và México, tiếp theo là Colombia, Panama và Peru) Trong hai thế kỷ rưỡi (1655-1815) thực dân Tây Ban Nha (1565-1815), nhiều người Philippines đã làm việc trên tàu thư Manila để hỗ trợ độc quyền thương mại của Đế quốc Tây Ban Nha. Một số thủy thủ đã không trở về Philippines, và con cháu của họ có thể được tìm thấy trong các cộng đồng nhỏ ở Baja California, Sonora, thành phố México, Peru, v.v., biến người Philippines thành nhóm dân tộc châu Á lâu đời nhất ở Mỹ Latinh.
Vào thế kỷ XIX, hàng ngàn công nhân người Tamil từ các thuộc địa Ấn Độ thuộc Pháp ở Madras, Puducherry và Chandannagar đã được đưa đến Guadeloupe và Martinique ở Guyane thuộc Pháp, nơi họ được trồng trọt, làm vườn.
Hầu hết người Mỹ gốc Latinh và Hoa đến từ buôn bán nô lệ, làm cu li, chủ yếu ở vùng Caribe, đặc biệt là ở Cuba và Peru. Họ cũng liên quan chặt chẽ với những người Mỹ gốc Á khác ở Mỹ Latinh.
Tuy nhiên, hầu hết người châu Á đến làm nhân viên hợp đồng hoặc người nhập cư kinh tế trong thế kỷ 19 và 20. Ngày nay, đại đa số người Mỹ Latinh gốc Á là người Trung Quốc, Nhật Bản và Hàn Quốc. Sau chiến tranh thế giới thứ hai, hầu hết người nhập cư Nhật Bản đã dừng lại (ngoại trừ các khu định cư của người Nhật ở Cộng hòa Dominica), trong khi người nhập cư Hàn Quốc chủ yếu kết thúc vào những năm 1980 (mặc dù họ vẫn tiếp tục ở Guatemala), trong khi người nhập cư Trung Quốc vẫn tiếp tục.
Việc giải quyết những người tị nạn chiến tranh là rất nhỏ: sau Chiến tranh Triều Tiên, hàng chục cựu binh lính Bắc Triều Tiên đã đến Argentina và Chile, và một số người H'mông đã đến Guyane thuộc Pháp sau Chiến tranh Việt Nam.
== Phân bố
Hiện tại ở Mỹ Latinh có khoảng 450.000 người Latinh gốc Á (gần 1% tổng dân số Mỹ Latinh) là người gốc Á. Nếu bao gồm tổ tiên của những người này, con số có thể cao hơn. Ví dụ, người Peru gốc Á ước tính rằng 5% dân số ở đó, và ít nhất một số người Peru gốc Hoa là 14,332, tương đương với tổng dân số của quốc gia là 20%.
Hầu hết các gốc Nhật sống ở Brasil, Peru, Argentina, México, Bolivia và Paraguay, trong khi ở Peru, Venezuela, Brasil, Colombia, Argentina, Cuba, Guyana, Cộng hòa Dominica, Panama, Puerto Rico có sắc tộc gốc Trung Quốc là Một phần quan trọng của dân số, México và Costa Rica (khoảng 1% tổng dân số). Nicaragua có 12.000 người Trung Quốc, hầu hết sống ở Managua và bờ biển Caribe. Ngoài ra còn có các cộng đồng người Hoa nhỏ hơn ở Ecuador và các nước Mỹ Latinh khác, thậm chí trong hàng ngàn người. Cộng đồng lớn nhất Hàn Quốc nằm ở Brasil, Mexico, Argentina, Guatemala, Paraguay, Colombia, Ecuador và Chile. Khoảng 12.918 người sống ở Guatemala. Ngoài ra còn có một cộng đồng người Miêu ở Argentina.
Trong lãnh thổ hải ngoại của Pháp là Guyane thuộc Pháp, Guadeloupe và Martinique là người gốc Ấn Độ. Ngoài ra còn có các cộng đồng nhỏ của Ấn Độ ở Colombia, Peru, Argentina, Brasil, Panama và Venezuela.

## Nhập cư

### Canada
Canada luôn là một điểm đến phổ biến cho những người nhập cư Mỹ Latinh. Người nhập cư thường định cư ở các thành phố lớn nhất, như Vancouver và Toronto, và hòa nhập vào toàn bộ cộng đồng người châu Á ở Canada.

### Nhật Bản
Năm 2004, số người nhập cư người Brasil gốc Nhật Bản lên tới 250.000 người, khiến đây trở thành dân số nhập cư lớn thứ hai tại Nhật Bản. Kinh nghiệm của họ tương tự như những người nhập cư Nhật Bản - Peru, những người thường xuống hạng với người nước ngoài vì công việc thu nhập thấp.

### Hoa Kỳ
Hầu hết người Latinh gốc Á di cư đến Hoa Kỳ và sống ở các thành phố lớn nhất, thường là ở vùng Đại Los Angeles, vùng đô thị New York, vùng đô thị Chicago, khu vực Vịnh San Francisco và vùng đô thị Houston.
Trong cuộc điều tra dân số Hoa Kỳ năm 2000, có 119.829 người Mỹ Latinh và Tây Ban Nha được xác định là người châu Á. Năm 2006, Khảo sát cộng đồng của cục điều tra dân số Hoa Kỳ ước tính rằng dân số của họ là 154.694, trong khi dân số chính thức được ước tính là 277.704.